# Marc Wright
Marc Wright (né le 21 avril 1890 à Chicago et mort le 5 août 1975 à Reading) est un athlète américain spécialiste du saut à la perche.

## Records
Marc Wright est le premier homme à passer 4,00 m en saut à la perche, il est aussi le premier recordman du monde de la discipline.